# وو یو
وو یو (انگلیسی: Wu Yu؛ زادهٔ ۱۳ ژانویهٔ ۱۹۹۵) بوکسور اهل چین است.